# 端尼·杜倫
端尼·杜倫（土耳其語：Tunay Torun，1990年4月21日—）是一名土耳其足球運動員，擔任前鋒，現時效力德甲球會哈化柏林。

## 生平

### 球會
端尼·杜倫出身聖保利青訓系統，於2007年以16歲之齡轉投同市宿敵漢堡青年隊。2008年8月23日，端尼·杜倫首次代表漢堡一隊上陣，獲發35球衣。
由於上陣機會不多，於效力漢堡三年後端尼·杜倫拒絕續約，於2011年4月27日證實在來季免費加盟剛回升德甲的哈化柏林。

### 國家隊
端尼·杜倫出生於德國的漢堡，有代表德國的資格，但他決定代表土耳其，現時是國家隊的成員。

## 外部連結
- 土耳其國家隊 端尼·杜倫資料 （页面存档备份，存于）（土耳其文）
- eurosport 端尼·杜倫德甲數據[永久]（简体中文）